# Hyposmocoma torella
Hyposmocoma torella — вид моли эндемичного гавайского рода Hyposmocoma.

## Распространение
Встречается на острове Молокаи.